# Tricyphona zwicki
Tricyphona (Tricyphona) zwicki là một loài ruồi trong họ Pediciidae. Chúng phân bố ở vùng sinh thái Palearctic.